# Günter Samtlebe
Günter Samtlebe (* 25. Februar 1926 in Schüren, heute Dortmund-Schüren; † 7. Juli 2011 in Dortmund) war ein deutscher Politiker (SPD) und von 1973 bis 1999 Oberbürgermeister der Stadt Dortmund.

## Leben und Werk
Samtlebe war der Sohn eines Bergmanns. Er war verheiratet und hatte zwei Töchter. Nach der Schule absolvierte er eine Verwaltungsausbildung. Ab dem Alter von 17 Jahren nahm er als Soldat am Zweiten Weltkrieg teil. Im Jahr 1983 wurde bekannt, dass Samtlebe ab 1943 Mitglied der Waffen-SS und zwar der 9. SS-Panzer-Division „Hohenstaufen“ war. Die Aufstellung der Division wurde Ende 1942 befohlen und das Personal wurde aus früheren Mitgliedern der Hitlerjugend gewonnen.
Nach dem Krieg war er als Bergmann in den Hoesch-Hüttenwerken tätig und besuchte die Sozialakademie Dortmund. Im Jahr 1946 trat er in die Sozialdemokratische Partei Deutschlands (SPD) ein. 1956 wurde er Mitglied des Rates der Stadt Dortmund und war 1964 bis 1969 Finanzsprecher und bis zu seiner Wahl zum Oberbürgermeister von 1969 bis 1973 Vorsitzender der SPD-Fraktion. Er war in dieser Funktion maßgeblich bei den Verhandlungen mit den Demonstranten während der Dortmunder Straßenbahnunruhen Aktion „Roter Punkt“ im März/April 1971 beteiligt.
In seine Amtsjahre als Oberbürgermeister vom 12. Februar 1973 bis zum September 1999 fielen Ereignisse wie die Eröffnung der U-Bahn, das Innenstadtumbauprogramm mit der Neugestaltung der Kleppingstraße, die Einweihung der Spielbank Hohensyburg und der Bau des Rathauses am Friedensplatz. Während seiner Amtszeit begann auch der Wandel Dortmunds von der Stahlstadt zum Dienstleistungsstandort und die Aufnahme von Städtepartnerschaften mit Rostow am Don und Buffalo (beide 1977), Netanja (1980), Novi Sad (1981), Zwickau (1988) und Xi’an (1991).
Günter Samtlebe gründete im Jahr 1972 die Sozialdemokratische Gemeinschaft für Kommunalpolitik (SGK) in Nordrhein-Westfalen e. V. und war bis 1982 deren Vorsitzender. Er war von 1983 bis 1985 zudem Präsident des Deutschen Städtetags und 1985 bis 1992 Kuratoriumsvorsitzender des Vereins Pro Ruhrgebiet.
Zudem war Samtlebe für ein Jahr im Wirtschafts- und Sozialwissenschaftlichen Institut des Deutschen Gewerkschaftsbundes (DGB) tätig und bis 28. Februar 1991 als Direktor der Allgemeinen Verwaltung der Hoesch Stahl AG. Bei der Hoesch AG war er zuvor als Prokurist tätig gewesen. Zu seinen Nebentätigkeiten zählte auch das Amt des Aufsichtsratsvorsitzenden der Vereinigte Elektrizitätswerke Westfalen (VEW) in Dortmund 1982 bis 1999 und der Ruhrkohle AG von 1987 bis 1999. Von 1986 bis 1999 war er Mitglied im ZDF-Fernsehrat und 1983 bis 1999 Mitglied des Trägervereins des Deutschen Institutes für Urbanistik (Difu) in Berlin.
Samtlebe war für seine einfache und klare Sprache bekannt. Den Dreiklang der Dortmunder Wirtschaft beschrieb er beispielsweise so: „Um sieben Millionen Tonnen Kohle zu fördern und sieben Millionen Tonnen Stahl zu erzeugen, brauchte man sieben Millionen Hektoliter Bier“. Den Dortmunder Hauptbahnhof bezeichnete er wegen seines miserablen Zustands als „Pommesbude mit Gleisanschluss“. Sein wohl berühmtestes Zitat stammt vom Dortmunder Weinfest: „Datt beste am Wein is datt Pils danach“. Er trug nach dem Ausscheiden aus dem Amt die Ehrenbezeichnung Altbürgermeister.

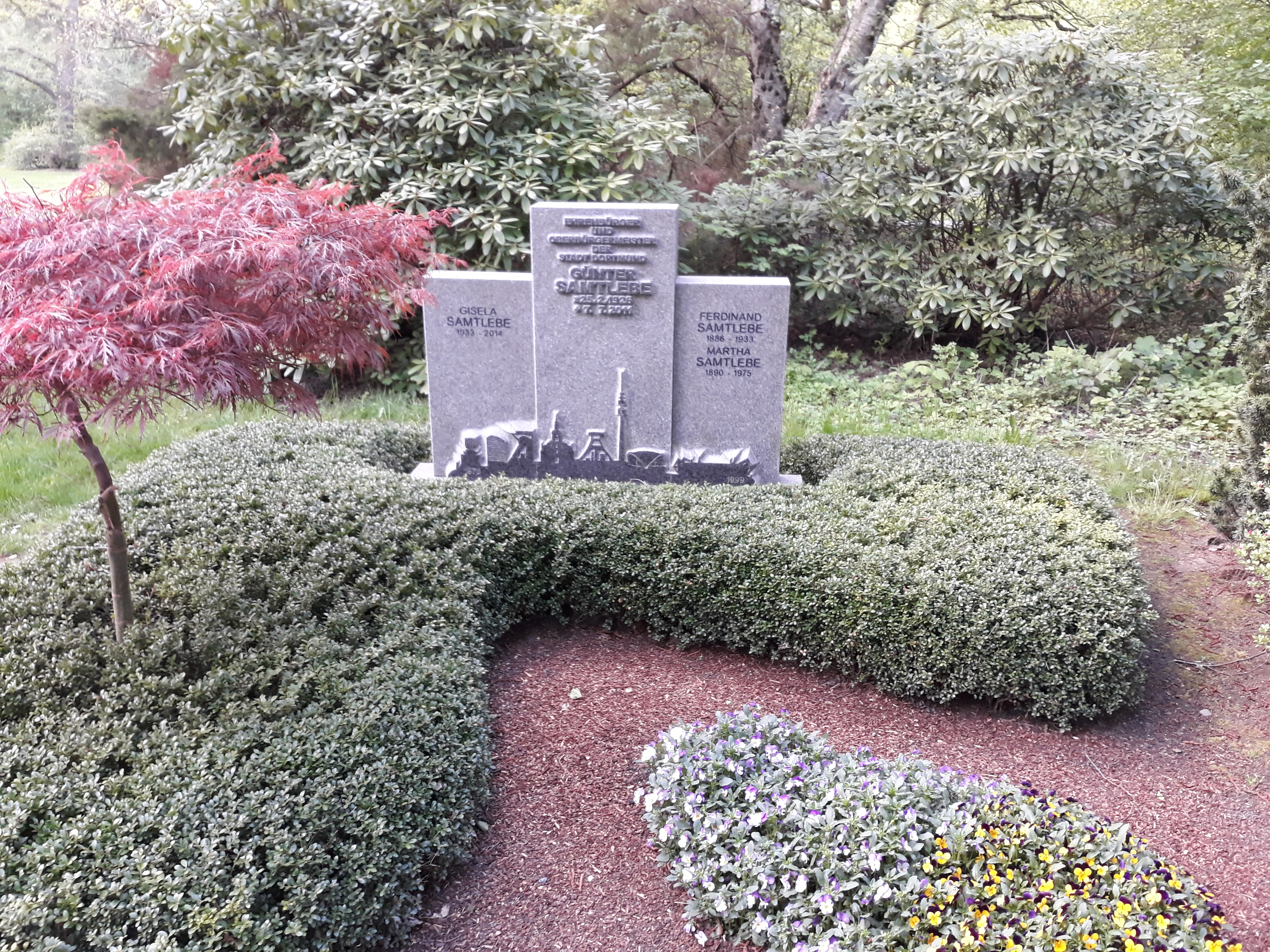
Das Grab von Günter Samtlebe und seiner Ehefrau Gisela auf dem Hauptfriedhof Dortmund

## Auszeichnungen
- Honory Commander of the Order of the Civil Division of the British Empire (verliehen durch Königin Elisabeth II. für Verdienste um die deutsch-britische Freundschaft am 2. April 1980)
- Janusz-Korczak-Medaille (verliehen durch Minister Jerzy Kuberski für Verdienste im Rahmen der Hilfsaktion „Dortmunder helfen Kindern in Polen“)
- Komturkreuz des spanischen Zivilordens (verliehen von König Juan Carlos I. am 24. Juni 1985)
- Verdienstorden des Landes Nordrhein-Westfalen (verliehen von Ministerpräsident Johannes Rau am 22. September 1988)[6]
- City-Ring (verliehen von der Werbe- und Wirtschaftsgemeinschaft der Dortmunder Innenstadt-Kaufleute am 10. Januar 1990)
- Großes Bundesverdienstkreuz des Verdienstordens der Bundesrepublik Deutschland (verliehen am 15. Januar 1992)
- Eiserner Reinoldus (verliehen vom Presseverein Ruhr am 3. September 1993)
- Ehrenbürgerschaft der Universität Dortmund (verliehen am 20. Januar 1994)
- Marie-Juchacz-Plakette (verliehen 2000)
- Ehrenbürgerrecht der Stadt Dortmund (verliehen am 3. Februar 2002)
- Zu Ehren des Altbürgermeisters wurde der Platz zwischen der Hauptverwaltung von DEW21 und dem Adlerturm auf Ratsbeschluss vom November 2014 am 13. Januar 2015 in Günter-Samtlebe-Platz umbenannt. Am 25. Februar 2015, Samtlebes 89. Geburtstag, enthüllte Oberbürgermeister Ullrich Sierau in Anwesenheit der Familie Samtlebes das Straßenschild.[7]

## Rezeption

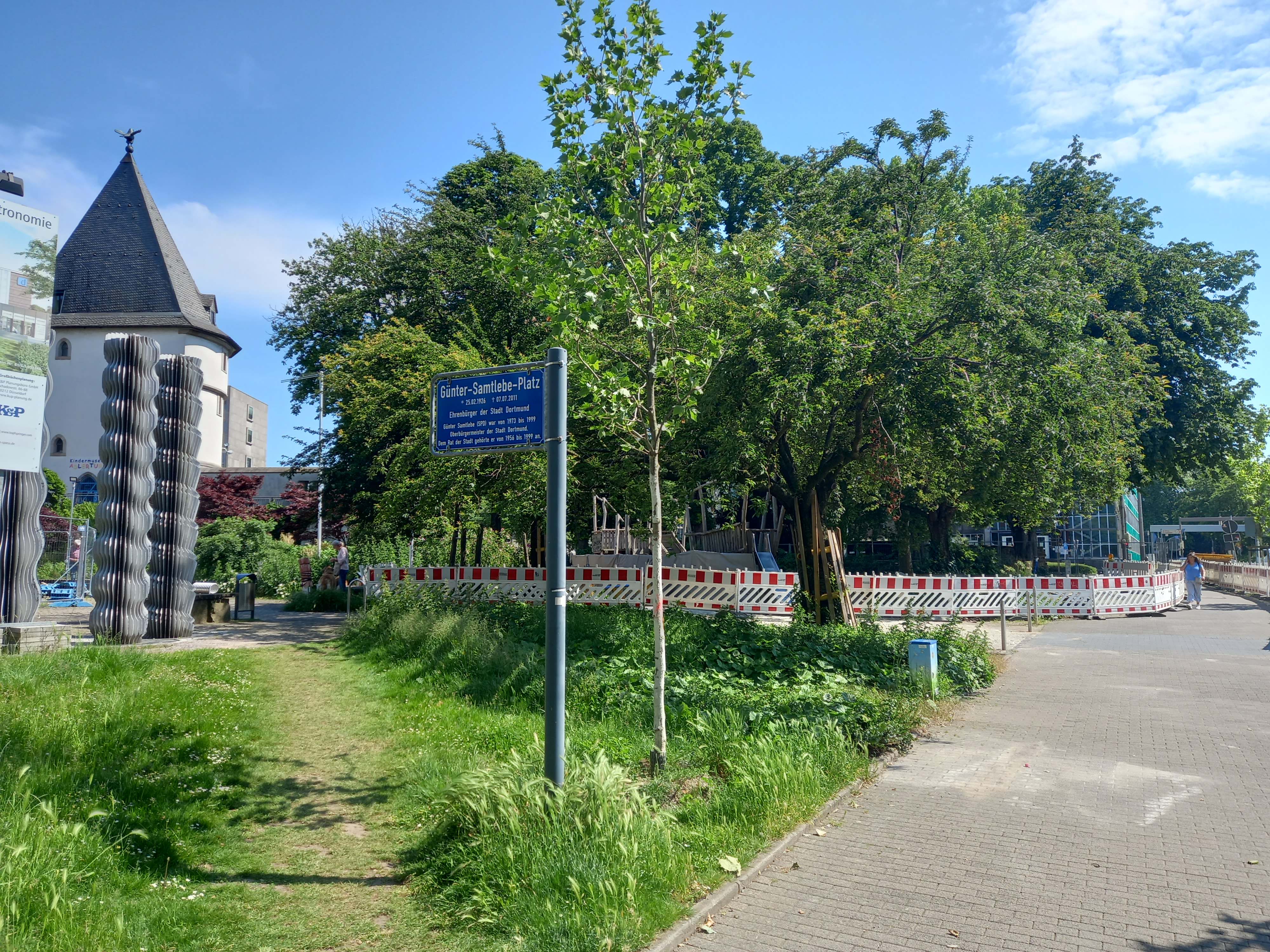
Günter-Samtlebe-Platz in Dortmund

Gabriella Wollenhaupt hat Günter Samtlebe in ihren „Grappa“-Romanen ein – nicht sehr schmeichelhaftes – literarisches Denkmal in der Nebenrolle des Oberbürgermeisters von Bierstadt gesetzt.